# Mahura spinosoides
Mahura spinosoides är en spindelart som beskrevs av Forster och Wilton 1973. Mahura spinosoides ingår i släktet Mahura och familjen trattspindlar. Inga underarter finns listade i Catalogue of Life.